# Calle Mendiburu
La Calle Mendiburu pertenece a la ciudad Guayaquil. Se ubica en el centro de este a oeste principiando a un costado de la Calle Rocafuerte y culmina en Boyacá.

## Historia
Antiguamente este sitio no era más que un pantanal donde los esteros del río se unían en cada marea llena con las aguas que provenían del estero salado. Por el año de 1858 se conoció a esta calzada y barrio como del Cangrejito según plano de Villavicencio. Se desconoce la razón de su actual nombre, no existe ordenanza municipal que así haya nombrado a la calleja del Cangrejito. Debido a esto el tema se presto a especulaciones,  algunos creen que es en honor al gobernador colonial Juan Manuel de Mendiburu y Medrano (1817 - 1819) nacido en Lima que debido a una enfermedad que lo aquejaba hace un tiempo no le permitió acabar su periodo y falleció en esta ciudad el 15 de junio de 1820, una de sus obras fue la de consolidar el lugar conocido como el Guanabano para su habitabilidad, y abrir la calle Nueva después Rocafuerte como otra vía para comunicar ambas ciudades; mientras otros creen que se deba a un prócer de la independencia de origen guayaquileño pero que en la realidad era limeño hijo del gobernador llamado Juan Crisóstomo de Mendiburu y Salazar que además había casado con una guayaquileña, posteriormente trasladándose a la capital peruana donde procrearon varios hijos siendo uno de sus nietos  héroe de la guerra con Chile.
Lo curioso del nombre de esta calle, en el caso que se deba al Gobernador Colonial Mendiburu es necesario manifestar que en su periodo hostilizo a la familia Roca por haber estado implicado Vicente Ramon Roca en una misiva que envió al cura de Acapulco utilizando el seudónimo de Nicolas Bontrera -cuya carta se encuentra publicada en el periódico Los Andes en la década de los 70 de aquel siglo-, hizo lo mismo con otras respetables familias del puerto  que estaban a favor de la independencia como los Bejarano, la de don Martín Icaza, las de los Vítores, Ordeñanas, Anzoategui, Rodríguez, Morán, Avilés, Aguirres, Francos, Rocafuerte, Decimavilla, Samaniego, Antepara, Villamil., Urvina, Vallejo, Farías, Santistevan, García Gómez, Coello, Maldonado, Elizalde, Merino, Lavayen, Bodero, Valverde entre otras.
En caso de que se deba a su hijo quien fue Juan Crisostomo, hay una relación importante suscrita por el Subteniente graduado de Teniente, don Carlos de Acevedo, de la segunda Compañía del segundo batallón de Defensores de Guayaquil que trata sobre las intrigas del grupo monárquico que intento revertir la revolución octubrina, de la mano del venezolano López, del guayaquileño Oyague y otros más comprometidos: "Cuando el ejército libertador del Perú aún no había conseguido las ventajas posteriores, y cuando los tiranos de Quito consiguieron cuatro víctimas 
sobre nosotros, el señor Araujo efectúa enlace con la hija de nuestro mayor enemigo, el español Ferrusola, y también lo hacen sus Ayudantes Mendiburu, Pellicer y Páez; ignorar las pruebas que éstos hayan dado de su patriotismo y comprometimiento; sobre lo cual no necesito reflexionar, porque este justificado Consejo y cualquier patriota, de luego a luego, conocerá. el objeto de 
estos hechos." 
En la colonia todo lo que estaba al oeste del antiguo puente de las 800 varas que es Panamá, se conocía como Barrio del Guanábano el cual empezaba al norte de ciudad nueva hasta el estero de Villamar calle Loja, después se conoció como Quinta Pareja. Era un bosque repleto de esteros y árboles frutales, no había simetría en sus calles y era sitio perfecto como guarida de delincuentes razón por la que el ingeniero español Francisco Requena en un informe que elaboro en su estadía por la ciudad, proponía la eliminación de todo este barrio.
Por estos lares se iban formando las quintas cerca a ellas las famosas curtiembreras, potreros, lecherías y huertos frutales que pertenecían a los señores Moncada, Terranova, Medina, Coello, Martiz, Pareja, Cajas y Mariano Duque de Estrada.
En la intersección con Rocafuerte se encuentra la sede de la comercializadora y productora de insumos agrícolas llamada Agripac. Al oeste en su acera norte esta el colegio San José La Salle. En la última cuadra antes de llegar a Boyacá en la acera sur esta un templo de la comunidad Mormona.